# Suta monachus
Suta monachus — вид отруйних змій родини аспідових (Elapidae). Ендемік Австралії.

## Поширення і екологія
Suta monachus поширені в Західної Австралії та на заході Північної Території і Південної Австралії. Вони живуть на луках, в акацієвих рідколіссях і чагарниках, що ростуть на твердих червоних ґрунтах, та серед скель. Живляться ящірками. Яйцеживородні.